# Siebera deflexa
Siebera deflexa är en flockblommig växtart som beskrevs av George Bentham. Siebera deflexa ingår i släktet Siebera och familjen flockblommiga växter. Inga underarter finns listade i Catalogue of Life.